# Schloss Ehrental

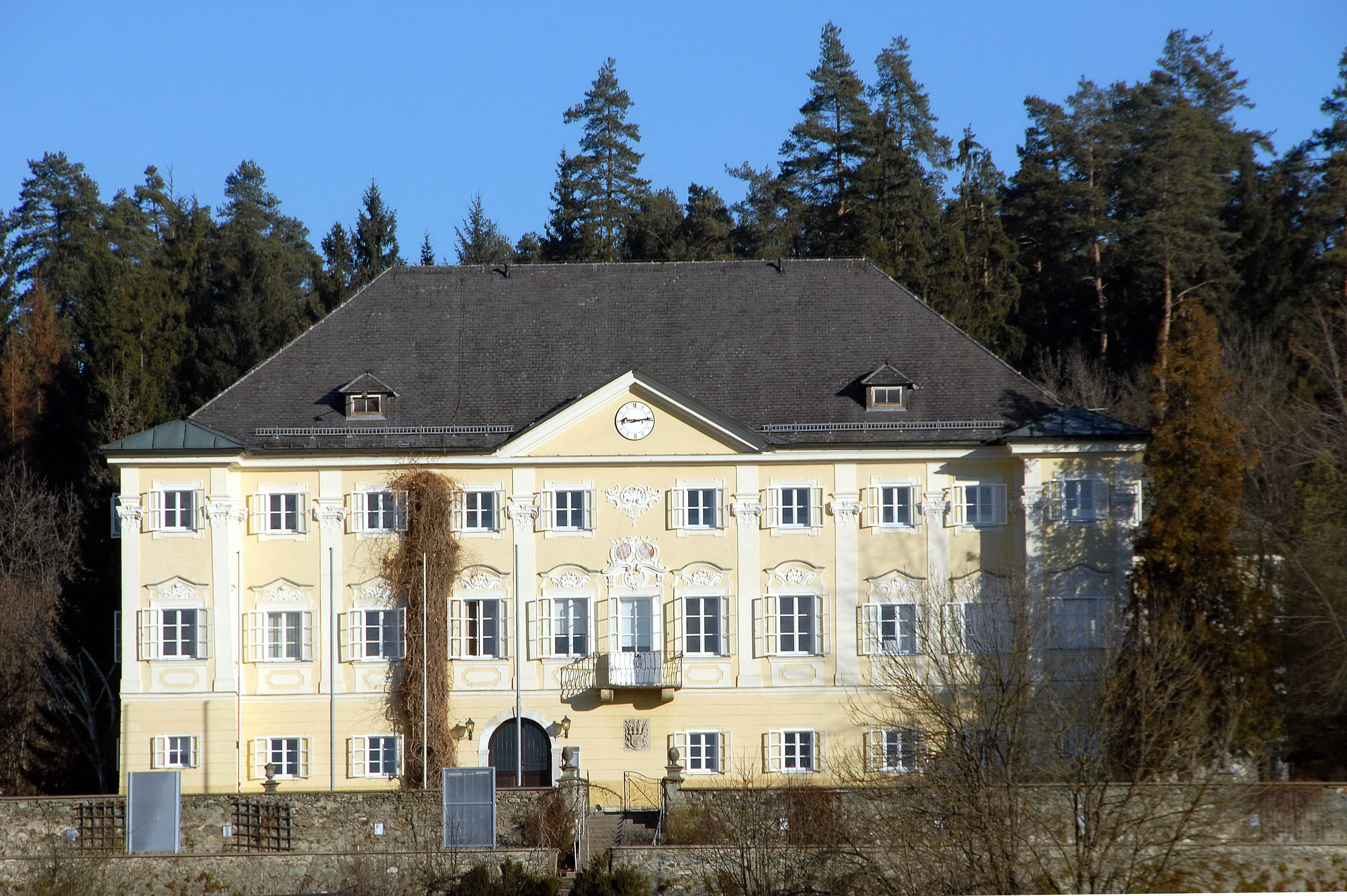
Schloss Ehrental (2008)

Schloss Ehrental ist ein Schloss nördlich des historischen Zentrums der Stadt Klagenfurt und liegt auf einer Terrasse am Fuß des Ehrentaler Bergs.
Das Schloss wurde erstmals im Jahr 1645 als Wieltschnigg urkundlich erwähnt und befand sich damals im Besitz des Johann Weber von Ehrental. Seit dem Jahr 1953 befindet es sich im Besitz des Landes Kärnten und beherbergt eine landwirtschaftliche Schule sowie das Landwirtschaftsmuseum.
Das Schloss ist ein langgestreckter Bau aus dem 17. Jahrhundert. Es besitzt zwei Eckrisalite. Die Fassade ist mit Pilastern gegliedert und trägt stuckierte Fensterbekrönungen, die von Marx J. Pittner aus den Jahren um 1760 stammen. Das Portal liegt asymmetrisch, neben ihm befindet sich ein Wappen der Familie Aichelburg. An der Nordwestseite des Schlosses schließt ein moderner Erweiterungsbau an.
Der Ostsaal im ersten Stock trägt eine Stuckdecke von Kilian Pittner (um 1720), der westliche Raum eine Stuckdecke von Marx J. Pittner (um 1760). Bei Umbauten im Jahr 1962 wurden die barocken Wandgemälde aus der Fromiller-Schule zerstört. Sie hatten Szenen aus den Metamorphosen des Ovid dargestellt.